# آرتور جوگنوت
آرتور جوگنوت (انگلیسی: Arthur Jugnot؛ زادهٔ ۲ دسامبر ۱۹۸۰) بازیگر و کارگردان نمایش اهل فرانسه است.